# Vittorio Emanuele II của Ý
Victor Emanuel II (tiếng Ý: Vittorio Emanuele Maria Alberto Eugenio Ferdinando Tommaso, 14 tháng 3 năm 1820 - 9 tháng 1 năm 1878) là vua của Piemonte, Savoia, và Sardegna giai đoạn 1849-1861. Ngày 17 tháng 4 năm 1861, ông đảm nhiệm chức danh Vua của Ý để trở thành vị vua đầu tiên của một nước Ý thống nhất, ông giữ chức vị Vua của Ý cho tới khi qua đời vào năm 1878. Người Ý đã đặt cho ông danh hiệu Người Cha của Tổ quốc (tiếng Ý: Padre della Patria).

## Tiểu sử
Victor Emmanuel là người con trai cả của Charles Albert, vị Hoàng tử xứ Carignao và nữ Công tước người Áo, Maria Theresa. Vào năm 1831, cha ông kế vị một người họ hàng xa để trở thành vua của vương quốc Sardinia-Piedmont. Ông trải qua vài năm trong thời niên thiếu tại Florence và sớm bộc lộ hứng thú với chính trị, quân sự và thể thao. Năm 1842, ông kết hôn với người em họ, nàng Adelaide xứ Áo. Sau đó, ông được phong làm Công tước xứ Savoy trước khi kế nhiệm cha mình trị vì Sardinia – Piedmont.
Từ năm 1848 đến năm 1849, dưới sự chỉ huy của cha mình, vua Charles Albert, ông đã tham gia cuộc Chiến tranh giành độc lập Ý lần thứ nhất và chiến đấu ở khu vực tiền tuyến trong những trận đánh tại Pastrengo, Santa Lucia, Goito và Custoza.

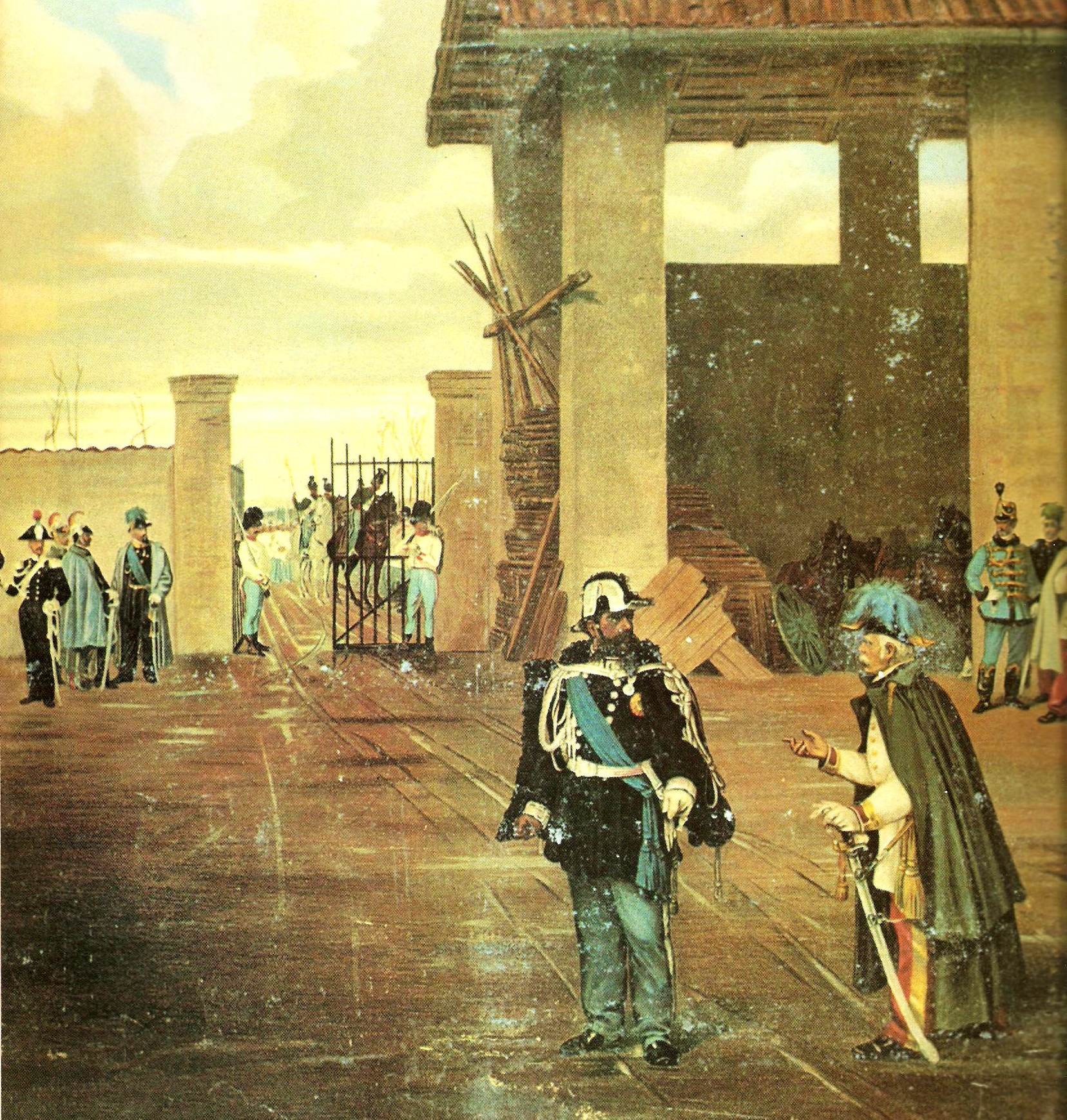
Vua Sardegna Vittorio Emanuele II gặp mặt Thống chế Áo Josef Radetzky tại cuộc nghị hòa ở Vignale, 24 tháng 3 năm 1849

Ông trở thành người đứng đầu vương quốc Sardinia-Piedmont vào năm 1849, sau khi cha ông quyết định từ bỏ ngai vàng do thua quân Áo trong trận đánh tại Novara. Ngay sau đó, Victor Emmanuel đã đạt được thỏa thuận đình chiến tại Vignale với Chỉ huy quân đội Đế quốc Áo, Radezky một cách khá suôn sẻ. Tuy nhiên, bản thỏa thuận này không được phê duyệt bởi Hạ viện Piedmont nên Victor Emmanuel đã trả đũa bằng cách tước quyền Thủ tướng Claudio Gabriele de Launay và đưa Massimo D'Azeglio lên thay thế. Sau đợt bầu cử mới, hòa ước với Áo cuối cùng cũng được thừa nhận bởi Hạ viện mới. Năm 1849, Victor Emmanuel đàn áp dữ dội một cuộc nổi dậy ở Genoa, và cho rằng đám quân nổi loạn này là "một chủng tộc hèn hạ và có bệnh nặng."
Năm 1852, ông bổ nhiệm Camillo Benso, Bá tước xứ Cavour là Thủ tướng của Piedmont-Sardinia. Đây được coi là một quyết định sáng suốt vì Cavour vốn là nhà thao lược quân sự tài ba đồng thời ông có những đóng góp to lớn trong sự thống nhất của Italia. Victor Emmanuel II sau đó đã trở thành biểu tượng cho Risorgimento, phong trào thống nhất nước Ý trong những năm 1850 và đầu thập niên 60. Ông được nhiều người dân của vương quốc Sardinia-Piedmont ngưỡng mộ bởi sự tôn trọng hiến pháp mới và những cải cách mang tính tự do của ông.

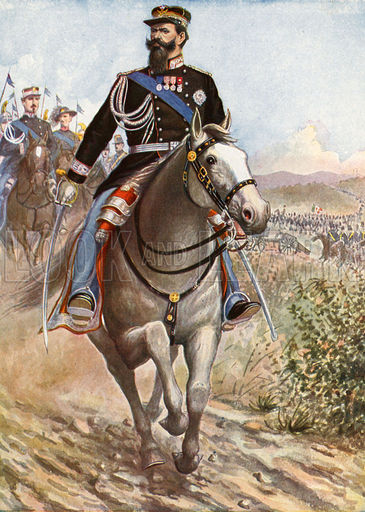
Victor Emmanuel làm lễ duyệt binh trong chiến tranh Krym

## Chiến tranh Krym
Nghe theo lời khuyên của vua Victor Emmanuel, Cavour liên minh cùng Anh và Pháp để chống lại Nga trong trận chiến Krymn. Cavour ban đầu vốn không cho rằng việc tham gia chiến tranh là một ý kiến hay do e ngại sức mạnh của Nga lúc bấy giờ và chi phí đầu tư cho chiến tranh. Tuy nhiên, Victor Emmanuel đã nhận thấy những lợi ích to lớn của việc liên minh với Anh, và quan trọng hơn là Pháp mang lại.
Sau khi thành công tìm kiếm sự giúp đỡ từ Anh và tạo thiện cảm với nước Pháp cùng hoàng đế Napoleon III tại Đại hội Paris trong giai đoạn cuối của cuộc chiến, Bá tước Cavour đã sắp xếp một cuộc gặp kín với hoàng đế Pháp. Năm 1858, họ gặp mặt tại Plombières-les-Bains (thuộc Lorraine), nơi họ đã đạt được thỏa thuận chung: nếu Pháp giúp Piedmont trong trận đánh với Áo, quân đội cai quản vương quốc Lombardy-Venetia tại phía bắc Ý, Pháp sẽ được trao Nice và Savoy.

## Những trận chiến trước khi Italia được thống nhất

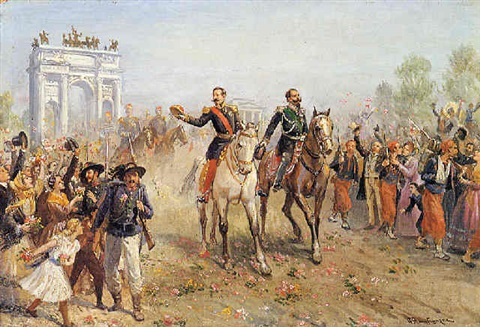
Vittorio Emanuele II cùng Hoàng đế Pháp Napoleon III tiến vào Milan, 8 tháng 6 năm 1859

Trận chiến giữa Pháp – Ý và Áo nổ ra vào năm 1859 với cán cân ban đầu nghiêng về phe liên minh. Tuy nhiên, nỗi thất vọng về số người thương vong trong chiến tranh xen lẫn sự lo lắng liệu rằng quân Phổ có huy động đội quân hùng mạnh của họ không đã khiến Napoleon III bí mật thỏa thuận một hiệp ước khác với Franz Joseph nước Áo tại Villafrance nên Piedmont chỉ giành được mỗi vùng đất Lombardy. Lẽ dĩ nhiên, Pháp cũng không nhận được hai mảnh đất Nice và Savoy như thỏa thuận nhưng Áo đã giữ lại Venetia, đây là một trở ngại không nhỏ cho người Piedmont một phần vì bản thỏa thuận được chuẩn bị mà không có sự hiểu biết sâu rộng. Sau hàng loạt những tranh cãi liên quan đến kết quả của cuộc chiến, Cavour xin thôi không nắm quyền và nhà vua phải tìm những cố vấn khác để thay thế. Pháp chỉ thực sự có được Nice và Savoy sau khi bản hiệp ước Turin được kí vào tháng 3 năm 1860, sau khi Cavour một lần nữa lên nắm quyền Thủ tướng và thực hiện giao kèo với Pháp nhằm đạt được cuộc trưng cầu dân ý diễn ra tại vùng đất Công tước, miền Trung nước Ý.

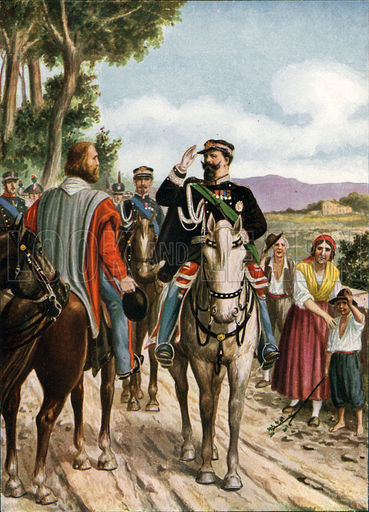
Victor Emmanuel gặp mặt Garibandi ở Teano

Cũng trong năm đó, Victor Emmanuel II phái lực lượng của mình đến vùng Castelfidardo để chiến đấu với đội quân của Giáo hoàng và đưa Giáo hoàng đến thành phố Vatican. Thắng lợi của Emmanuel trong trận chiến trên đã khiến ông bị trục xuất ra khỏi Giáo hội Công giáo. Tiếp đó, Giuseppe Garibaldi xâm chiếm vương quốc Sicily và Naples còn Sardinia-Piedmont thì ngày càng trở nên rộng lớn. Vào ngày 17 tháng Ba năm 1861, vương quốc Italy chính thức được thành lập và Victor Emmanuel II lên ngôi vua trị vì đất nước.
Victor Emmanuel còn ủng hộ Giuseppe Garibaldi trong Cuộc thám hiểm Ngàn người (1860-1861), sự kiện đã dẫn tới sự sụp đổ nhanh chóng của Vương quốc Hai Sicilian ở miền Nam Ý. Dẫu vậy, nhà vua đã ngăn cản Garibaldi khi ông đã chuẩn bị kĩ lưỡng để tiến đánh Rome, nơi vẫn nằm trong Lãnh địa Giáo Hoàng và dưới sự bảo hộ của quân Pháp. Năm 1860, thông qua các cuộc trưng cầu dân ý, Tuscany, Modena, Parma và Romagna đã quyết định sát cánh cùng Sardinia-Piedmont. Victor Emmanuel sau đó đã tổ chức lễ diễu hành tại Marche và Umbria để kỉ niệm chiến thắng lịch sử trước quân đội của Giáo hoàng tại Castelfidardo vào năm 1860.
Nhà vua sau đó gặp mặt và nhận quyền kiểm soát miền Nam Ý từ tay Garibaldi tại Teano. Kế đó, hàng loạt các cuộc trưng cầu dân ý tiếp tục diễn ra tại những vùng đất bị chiếm đóng đã làm cho Quốc hội mới ra thông báo tuyên bố Victor Emmanuel là vị vua đầu tiên của nước Ý thống nhất vào ngày 17 tháng Ba năm 1861. Tuy nhiên, ông đã không thay đổi niên hiệu bản thân sau khi tiếp nhận tước hiệu hoàng gia mới. Turin trở thành thủ đô của vương quốc mới này. Chỉ có Rome, Veneto và Trentino vẫn tồn tại tình trạng bị đô hộ.

## Những bước cuối trong quá trình thống nhất

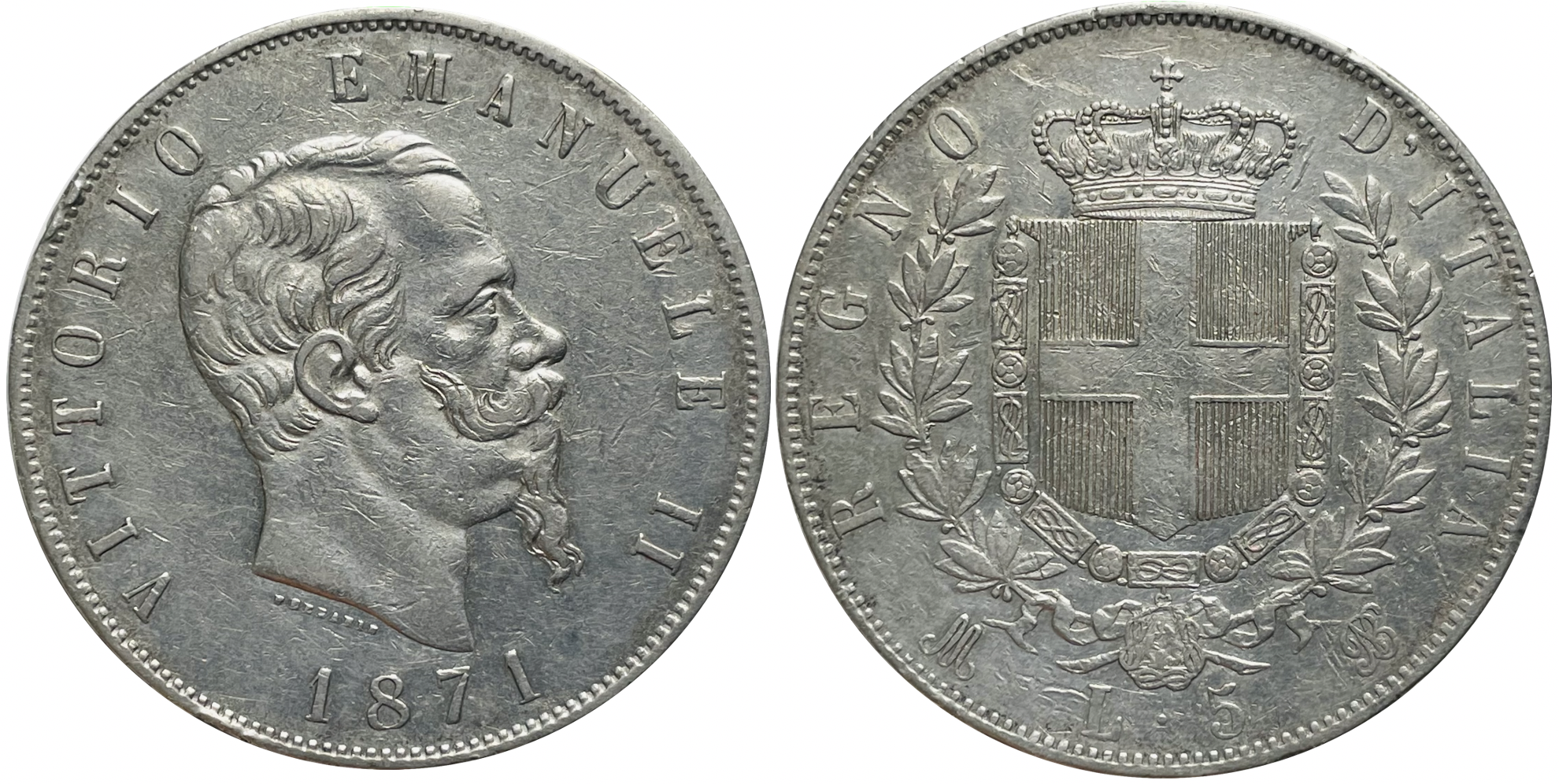
5 lire Victor Emmanuel II của Vương quốc Ý, 1871

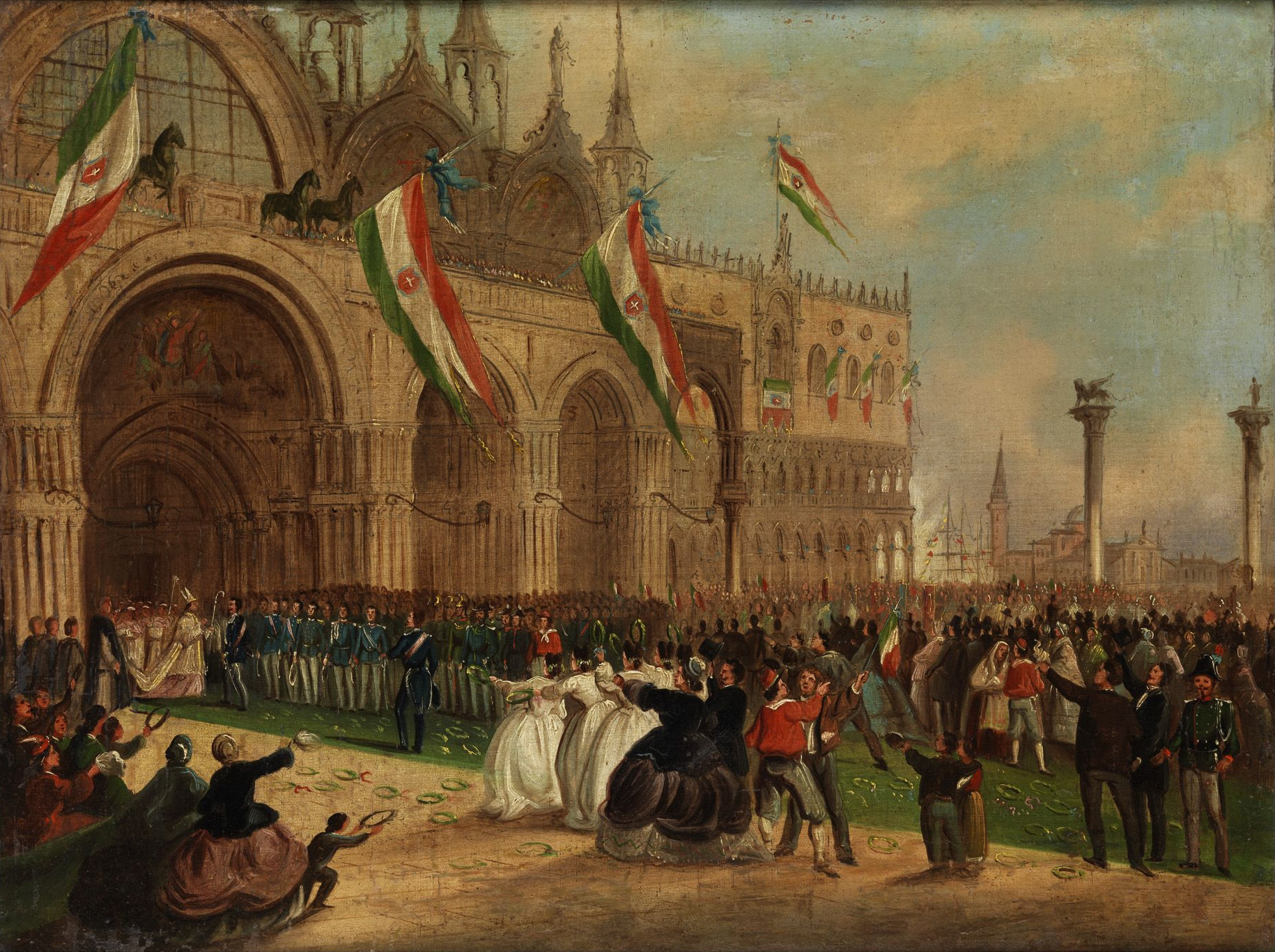
Thượng phụ Venice làm lễ tiếp đón Victor Emmanuel trong chuyến thăm của ông năm 1866

Năm 1866, Victor Emmanuel liên minh cùng quân Phổ trong cuộc Chiến tranh giành độc lập Ý lần thứ ba. Mặc dù không giành được chiến thắng trên chiến trường, ông vẫn nhận được Veneto sau khi quân Áo bị đánh bại tại Đức. Bộ trưởng Ngoại giao Anh, Lord Clarendon đã ghé thăm Florence vào tháng 1 năm 1867 và báo cáo lại với Luân Đôn sau cuộc nói chuyện với nhiều chính trị gia Ý: "Tồn tại một ý kiến chung cho rằng Victor Emmanuel là một kẻ ngu ngốc; ông ta vốn không thành thật khi luôn nói dối mọi người; nếu việc này cứ tiếp diễn, ông ta sẽ nhận được kết cục cay đắng là mất đi ngai vàng và phá hủy cả Italy lẫn vương triều. Năm 1870, sau hai lần bại trận liên tiếp dưới sự chỉ huy của Garibaldi, Emmanuel đã lợi dụng chiến thắng của Phổ trước Pháp trong chiến tranh Pháp – Phổ để giành lấy Rome sau sự rút quân của Pháp. Ông đặt chân đến Rome vào ngày 20 tháng 9 năm 1870 và lập ra thủ đô mới vào mùng 2 tháng 7 năm 1871, sau đó tạm thời chuyển đến Florence năm 1864. Nơi ở mới của Hoàng gia Ý đặt tại cung điện Quirinal.

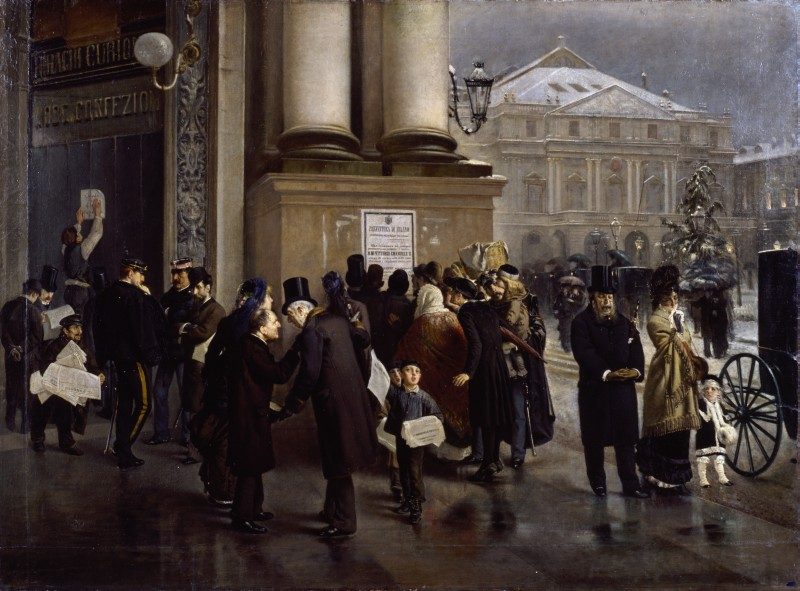
Thông cáo tại Milan về cái chết của Victor Emmanuel, 9 tháng 1 năm 1878

Thời gian cầm quyền còn lại của Victor Emmanuel II trải qua với ít biến động. Sau khi Vương quốc Italy được thành lập, ông quyết định vẫn giữ nguyên niên hiệu là Victor Emmanuel II thay vì Victor Emmanual I của Italy. Đây được coi là một nước đi sai lầm vì nó không chỉ rõ một khởi đầu trọn vẹn mà người dân Ý mong muốn cũng như cho thấy Sardinia-Piedmont có ý đồ chiếm lấy bán đảo Italy thay vì có mong muốn hợp nhất hóa toàn bộ đất đai. Bỏ qua sai lầm nhỏ này, thời gian tại vị còn lại của Victor Emmanuel II xoay quanh việc xử lí những sai sót và các vấn đề về kinh tế và văn hóa. Vai trò của ông trong việc cai trị ngày càng trở nên bị thu hẹp, vì rõ ràng là một vị vua không thể nào cứ tiếp tục ép những người dưới trướng mình đối đầu với một Quốc hội hùng mạnh. Vì vậy, mặc dù trong tuyên ngôn của Statuto Albertino quy định rằng các bộ trưởng chỉ nghe theo sự sắp xếp của hoàng gia, thì trên thực tế họ đã nghiêng về phía của Quốc hội.
Victor Emmanuel qua đời tại Rome vào năm 1878, sau cuộc gặp mặt với người đại diện Giáo hoàng Pius IX, người thu hồi lại vạ tuyệt thông và thực hiện nghi lễ cuối cùng cho ông. Sau khi mất, ông được mai táng tại Pantheon.  Người kế vị ông chính là con trai ông, Umberto I.